# 人民班
人民班（：／）是北韓一種地方聯保制度，負責監察班內家庭的意識形態活動和其他地方上的雜務。北朝鮮每人也被人民班監察。

## 歷史
人民班是由金日成在1960年代確立，當時正值中國的文化大革命，金日成為加強內部穩定實行人民班制度。一個朝鮮女人如沒有全職工作，就需要參加人民班活動，其中包括清潔公廁，在家裡製造小手工物品，偶爾下鄉做農活。在20世紀60年代北朝鮮的婦女如參加人民班可得700克糧食配給，如沒有，則只有300克。

## 結構
一個典型的人民班通常以25-30戶家庭為一班，通常一個樓層一班，以一個中年婦女為班長，被稱為人民班長。她通常會從國家收到一筆小津貼和額外的口糧。
人民班不是北朝鮮正式安全體系一部分，但受官方支持。人民班內成員負責監督彼此的犯罪活動或政治不服從。人民班長定期與黨機關接觸並報告班內不當行為給他們。當地洞事務所人民委員會負責人民班長的工作，及傳達朝鮮勞動黨的指示。
現在人民班已不像以前那麼有影響力，但仍是朝鮮安全體系的重要支撐，以幫助國家維持社會控制。